# Pampero Firpo
Juan Kachmanian, noto con lo pseudonimo Pampero Firpo (Buenos Aires, 6 aprile 1930 – San Jose, 9 gennaio 2020), è stato un wrestler argentino naturalizzato statunitense.

## Vita privata
Kachmanian divenne cittadino americano nel 1965 e disse che era stato uno dei momenti della sua vita dei quali era più orgoglioso. Ha visitato cinque continenti, 21 nazioni, e parlava fluentemente otto lingue.
Terminata la carriera nel wrestling dopo 33 anni, trascorse i successivi 25 anni lavorando alle poste a San Jose, California, andando poi in pensione all'età di 78 anni. Kachmanian ebbe tre figli, John, Juli e Mary. Morì per cause naturali il 9 gennaio 2020 a San Jose, California.

## Titoli e riconoscimenti
- American Wrestling Association
  - Nebraska Heavyweight Championship (1)
- All-California Championship Wrestling
  - ACCW Heavyweight Championship (1)[3] 1986
- Big Time Wrestling
  - NWA United States Heavyweight Championship (Detroit version) (3)
- Cauliflower Alley Club
  - Other honoree (2001)
- Jim Crockett Promotions
  - NWA Southern Tag Team Championship (Mid-Atlantic version) (1) - con Larry Hamilton
- Mid-Pacific Promotions
  - NWA Hawaii Heavyweight Championship (1)
  - NWA Hawaii Tag Team Championship (2) - con Neff Maiava (1) e Jim Hady (1, come Missing Link)
- NWA Hollywood Wrestling
  - NWA Americas Heavyweight Championship (3)
  - NWA Americas Tag Team Championship (1) - con Jack Evans
- Pacific Northwest Wrestling
  - NWA Pacific Northwest Heavyweight Championship (1)
- Professional Wrestling Hall of Fame
  - Classe del 2018 - International Wrestler[4]
- Southwest Sports/NWA Big Time Wrestling
  - NWA Texas Heavyweight Championship (1)[5][6]
  - NWA World Tag Team Championship (1) - con Tony Borne[7][8]
- World Wrestling Council
  - WWC Puerto Rico Heavyweight Championship (1)